# Not Yet (álbum de Monotonix)
Not Yet es el segundo álbum de estudio de la banda israelí Monotonix, lanzado el 25 de enero de 2011 por Drag City. Fue grabado por Steve Albini en el estudio Electrical Audio en Chicago luego de 3 sesiones en enero, abril y julio de 2010.

## Lista de canciones
1. "Nasty Fancy" - 3:08
2. "Everything That I See" - 2:30
3. "Before I Pass Away" - 2:49
4. "Blind Again" - 4:02
5. "Fun Fun Fun" - 2:05
6. "Give Me More" - 3:03
7. "You and Me" - 4:28
8. "Try Try Try" - 2:43
9. "Late Night" - 5:27
10. "Never Died Before" - 2:30

## Reseñas
- PopMatters - Reseña
- Consequence of Sound - Reseña
- Prefix Review - Reseña

- Datos: Q17125469